# Blood Blockade Battlefront
Blood Blockade Battlefront (血界戦線?, Kekkai sensen) è un manga shōnen scritto e disegnato da Yasuhiro Nightow, serializzato inizialmente sul Jump Square di Shūeisha e poi trasferito sul Jump SQ.19 a partire dal 2010. Un adattamento anime, prodotto dalla Bones, è stato trasmesso in Giappone tra il 4 aprile e il 3 ottobre 2015. In Italia il manga è edito dalla J-Pop, mentre l'anime è stato acquistato dalla Dynit. Una seconda stagione anime è stata trasmessa nel 2017.

## Trama
La storia è ambientata nella città di Hellsalem's Lot, che sorge sulle rovine di New York, distrutta in una sola notte dalla collisione del nostro mondo e quello di Beyond, popolato da esseri mostruosi. La città adesso è diventata la casa di umani ma anche di creature soprannaturali, come vampiri e licantropi, in una sorta di pacifica convivenza: a combattere i crimini per mantenere la pace e l'equilibrio tra le due comunità è la società segreta "Libra", composta da superuomini e mostri e capeggiata da Klaus V. Reinherz.

## Personaggi

### Membri del Libra
Libra è una società segreta che mantiene l'equilibrio nella città di Hellsalem's Lot. Nonostante il suo nome sia sulla bocca di tutti, la sua rete di agenti e le informazioni riguardo ad essa sono segretissime, tanto che c'è chi pagherebbe miliardi per ottenerle (specie mafiosi o demoni). Nata inizialmente come società di cacciatori di vampiri, Libra ha ora il compito di assicurarsi che ciò che si trova a Hellsalem's Lot non esca dalla città e circoli per il mondo. La maggior parte dei suoi membri pratica "L'arte della manipolazione del sangue", che gli permette appunto di modificare tramite artefatti o manualmente il proprio sangue, tuttavia tali capacità sono differenti in quanto ciascuno ha appreso tale arte da una scuola differente (Zapp, per esempio, lo può bruciare, mentre K.K. lo trasforma in proiettili elettrici). i restanti membri o sono mostri o demoni o hanno capacità fuori dal comune (Leonardo, per esempio, ha gli Occhi Divini, mentre Chain è una licantropa).
Klaus Von Reinhertz (クラウス・V・ラインヘルツ?, Kurausu Fon Rainherutsu)
Doppiato da: Rikiya Koyama
Capo del Libra. È un uomo alto, distinto, con una malocclusione che gli fa sporgere i canini inferiori fuori dalla bocca. È definito dai suoi uomini un impareggiabile gentleman con una volontà di ferro, oltre che estremamente intelligente. Combatte con un tirapugni a forma di crocifisso, dal quale può far uscire il suo sangue con cui crea croci per combattere o sigillare i suoi nemici. Nonostante sia incredibilmente forte, è considerato un dilettante, in quanto non dosa mai la sua forza e spesso usa uno stile di combattimento elementare.
Leonardo Watch (レオナルド・ウォッチ?, Reonarudo Wotchi)
Doppiato da: Daisuke Sakaguchi
È il protagonista della serie. È un umile e giovane fotografo, arrivato a Hellsalem's Lot per aiutare la sorella malata. Al loro arrivo però, una misteriosa entità gli compare innanzi, proponendo ai due fratelli di donare a uno di loro gli "Occhi Artificiali di Dio", in cambio della vista dell'altro. La sorella decide di sacrificarsi e da allora Leo si sente responsabile, decidendo di rimanere nella città per cercare una soluzione che le ridoni la vista. Entra a far parte del Libra per puro caso, diventando in poco tempo uno degli elementi più importanti, grazie anche ai suoi nuovi occhi che gli conferiscono diverse abilità oculari, quali prendere il controllo della vista altrui, la capacità di scoprire le illusioni e captare le auree degli individui.
Zapp Renfro (ザップ・レンフロ?, Zappu Renfuro)
Doppiato da: Kazuya Nakai
Membro del Libra. È un impareggiabile donnaiolo e giocatore d'azzardo, tanto da finire spesso nei guai per i suoi debiti di gioco. il suo potere consiste nel manipolare il suo sangue attraverso un oggetto a forma di accendino con cui manipola anche il fuoco o crea spade per combattere. È il partner di Leonado, di cui si prende cura (a suo modo) e che spesso prevarica in quanto non sa combattere. Tenta spesso di sconfiggere il suo capo, Klaus, ma alla fine è lui che viene sconfitto.
Chain Sumeragi (チェイン・皇?, Chein Sumeragi)
Doppiata da: Yū Kobayashi
Membro del Libra. Nonostante l'aspetto, ella in realtà è un licantropo, con l'incredibile abilità di diventare invisibile. Svolge soprattutto incarichi di ricognizione per conto del Libra. È sadica di natura, tanto da far del male agli altri (specie a Zapp, con cui è in pessimi rapporti) o comunque mostrare indifferenza per quelli in pericolo. Va detto, però, che non manca di umanità, in quanto una volta recupera i soldi sottratti a Leo e destinati a sua sorella da un teppista a cui fa fare una brutta fine (gli ruba anche i suoi soldi e quindi per saldare il conto con un demone si vede rubare il proprio corpo) oppure cerca di aiutare un'amica perseguitata da Zapp.
Steven A. Starphase (スティーブン・A・スターフェイズ?, Sutībun Ē Sutāfeizu)
Doppiato da: Mitsuru Miyamoto
Membro del Libra. È il vice di Klaus e in sua assenza comanda lui la società. È un uomo tenebroso con molti contatti in diversi settori. Ha il potere di manipolare il sangue con delle croci che ha sulle suole delle scarpe per tramutarlo in ghiaccio, con cui congela oggetti e nemici al semplice contatto. Ha inoltre una speciale task force privata che agisce sotto il suo comando, i cui compiti andrebbero contro le regole del Libra e di Klaus e di cui solo lui è a conoscenza.
K.K.
Doppiata da: Ai Orikasa
Membro del Libra. È una donna vivace e fiduciosa, oltre che molto devota alla famiglia. È amichevole e amorevole con tutti, tranne che con Steven, che considera malvagio e crudele (ciononostante spesso si trova a collaborarci durante le missioni). Sfoggia sempre una benda sull'occhio destro. Combatte usando armi da fuoco con cui spara potentissimi proiettili di sangue elettrici con cui fulmina i nemici.
Deldro Brody & Dog Hummer (デルドロ・ブローディ ＆ ドグ・ハマー?, Derudoro Burōdi & Dogu Hamā)
Doppiati da: Keiji Fujiwara e Mamoru Miyano
Membri occasionali del Libra. Sono due uomini in un solo corpo. Deldro Brody era uno spietatissimo e sanguinario demone fidanzato con Aligura, la regina della monomania, sebbene come aspetto lasciasse molto a desiderare, mentre Dog Hummer era un uomo umile e praticamente perfetto fisicamente. Aligura decise così di fonderli assieme, sostituendo il sangue di Hummer con Brody, precedentemente triturato e liquefatto, in modo da creare il fidanzato perfetto. Da allora Brody può fuoriuscire dal corpo di Hummer formando l'Exocrimson, una specie di armatura che lo ricopre e lo protegge, oltre che conferirgli un'incredibile forza. Spesso sono confinati in un carcere di massima sicurezza a causa dei precedenti di Brody, ma vengono liberati dal Libra per aiutarli in situazioni terribili. I personaggi sono palesemente ispirati a Carnage e Venom della Marvel.
Zed O'Brien (ツェッド・オブライエン?, Tseddo Oburaien)
Doppiato da: Hikaru Midorikawa
Membro del Libra. È un tritone che è stato addestrato dallo stesso maestro di Zapp e che si è unito al Libra dopo esser stato abbandonato da esso. Contrariamente a Zapp, più impulsivo, egli è più paziente e metodico. Non gli piace mangiare il pesce a causa della sua natura. Può usare il suo sangue per creare tridenti con cui combatte, oltre che manipolare il vento. Il personaggio è ispirato a Abe Sapien della serie Hellboy.
Gilbert F. Altstein (ギルベルト・F・アルトシュタイン?, Giruberuto Efu Arutoshutain)
Doppiato da: Banjō Ginga
Membro del Libra e maggiordomo di Klaus. Il suo volto è coperto di bende, facendolo apparire simile a una mummia. Egli è noto per essere un famoso combattente, e ha poteri rigenerativi. Egli guida un veicolo personalizzato con molte armi ed è molto feroce nonostante il suo comportamento signorile. Gestisce la maggior parte del lavoro di intelligence del Libra.
Blitz T. Abrams (ブリッツ・Ｔ・エイブラムス?, Burittsu Tī Eiburamusu)
Doppiato da: Akio Ōtsuka
Ex maestro di Klaus e leggendario cacciatore di vampiri. È stato maledetto da questi ultimi, che gli hanno conferito un'incredibile fortuna che gli impedisce di farsi male in qualsiasi modo, tanto da soprannominarlo "Abrams il fortunato". Tuttavia la sua fortuna per impedirgli di farsi male ne fa a chi gli sta vicino, per questo anche i suoi colleghi tendono a stargli distanti per paura di morire.
Patrick (パトリック?, Patorikku)
Doppiata da: Unshō Ishizuka
Armaiolo del Libra.
Sonic (音速猿?, Onsokuzaru)
Doppiata da: Yūma Uchida
Una scimmia che è in grado di muoversi alla velocità del suono. Ruba la macchina fotografica di Leonardo, ma alla fine diventa il suo animale da compagnia.

### Altri personaggi
Femt (フェムト?, Femuto)
Doppiato da: Akira Ishida
Il "Re della depravazione" e autoproclamato sovrano di Hellsalem's Lot. È a capo di una potente organizzazione criminale demoniaca, i "Tredici Re".
Michella Watch (ミシェーラ・ウォッチ?, Mishēra Wocchi)
Doppiata da: Nana Mizuki
Sorella di Leonardo, ha dei problemi a camminare e deve andare in giro con una sedia a rotelle, per questo con la sua famiglia si reca a Hellsalems' Lot per trovare una cura. Rinuncerà alla vista per donare al fratello gli "Occhi Artificiali di Dio", da allora Leonardo rimarrà nella città per trovare un modo di ridargliela (oltre a mandargli gran parte del denaro che guadagna lavorando con Libra).
Vivian (ビビアン?, Bibian)
Doppiata da: Miyuki Sawashiro
Una ragazza che lavora in una tavola calda che Leonardo solitamente frequenta.
Master (マスター?, Masutā)
Doppiato da: Riki Kagami
Maestro della tavola calda.
White (ホワイト?, Howaito)
Doppiata da: Rie Kugimiya
Ragazza che ha passato gli ultimi tre anni della sua vita in ospedale per problemi cardiaci. Compare solo nell'anime ed è l'interesse amoroso di Leonardo Watch.

## Media

### Manga
Il manga, pubblicato inizialmente nel 2008 come one-shot sul Jump Square di Shūeisha, ha iniziato la serializzazione sulla stessa rivista a partire dal numero di febbraio 2009, per poi essere trasferito sul Jump SQ.19 nel 2010. Il primo volume tankōbon è stato pubblicato il 4 gennaio 2010 ed entro il 3 aprile 2015 ne sono stati messi in vendita dieci in tutto. In Italia i diritti sono stati acquistati da Edizioni BD che ha pubblicato la serie sotto l'etichetta J-Pop dal 21 aprile 2012 al 15 giugno 2016, mentre in America del Nord la serie è stata concessa in licenza alla Dark Horse Comics.
La serie manga ha avuto un seguito, Blood Blockade Battlefront Back 2 Back, pubblicato dal 17 luglio 2015 al 28 aprile 2022 in Giappone.

#### Volumi
| Nº | Data di prima pubblicazione | Data di prima pubblicazione | Data di prima pubblicazione | Data di prima pubblicazione |
| Nº | Giapponese                  | Giapponese                  | Italiano                    | Italiano                    |
| -- | --------------------------- | --------------------------- | --------------------------- | --------------------------- |
| 1  | 4 gennaio 2010              | ISBN 978-4-08-874723-1      | 21 aprile 2012              | ISBN 978-88-6634-224-3      |
| 2  | 4 novembre 2010             | ISBN 978-4-08-870109-7      | 26 maggio 2012              | ISBN 978-88-6634-254-0      |
| 3  | 2 maggio 2011               | ISBN 978-4-08-870228-5      | 25 agosto 2012              | ISBN 978-88-6634-313-4      |
| 4  | 2 dicembre 2011             | ISBN 978-4-08-870339-8      | 30 novembre 2012            | ISBN 978-88-6634-377-6      |
| 5  | 4 giugno 2012               | ISBN 978-4-08-870435-7      | 3 agosto 2013               | ISBN 978-88-6634-486-5      |
| 6  | 4 dicembre 2012             | ISBN 978-4-08-870558-3      | 19 luglio 2014              | ISBN 978-88-6634-641-8      |
| 7  | 4 giugno 2013               | ISBN 978-4-08-870868-3      | 5 settembre 2015            | ISBN 978-88-6883-258-2      |
| 8  | 4 dicembre 2013             | ISBN 978-4-08-870869-0      | 17 ottobre 2015             | ISBN 978-88-6883-431-9      |
| 9  | 4 giugno 2014               | ISBN 978-4-08-880078-3      | 27 febbraio 2016            | ISBN 978-88-6883-509-5      |
| 10 | 3 aprile 2015               | ISBN 978-4-08-880233-6      | 15 giugno 2016              | ISBN 978-88-6883-683-2      |

### Anime
La serie televisiva anime, prodotta dalla Bones e diretta da Rie Matsumoto, ha iniziato la messa in onda il 4 aprile 2015 ed è terminata in ritardo il 3 ottobre a causa di alcuni problemi col palinsesto. Le sigle di apertura e chiusura sono rispettivamente Hello, world! dei Bump of Chicken e Sugar Song to Bitter Step. degli Unison Square Garden. In Italia i diritti sono stati acquistati dalla Dynit, che ha trasmesso gli episodi in streaming su VVVVID, sottotitolati in italiano, a partire dal 7 aprile 2015. In America del Nord, invece, la serie è stata concessa in licenza alla Funimation, mentre in Australia e Nuova Zelanda gli episodi sono stati resi disponibili dalla Madman Entertainment su AnimeLab. Un episodio OAV è stato pubblicato in allegato a una guida ufficiale della serie il 3 giugno 2016. Una seconda stagione anime, intitolata Kekkai sensen & beyond (血界戦線 & BEYOND?), è stata annunciata il 2 dicembre 2016 sul Jump Square per il 2017. Quest'ultima è stata poi trasmessa dal 7 ottobre al 23 dicembre 2017.

#### Episodi
Prima stagione
| Nº   | Titolo italiano Giapponese 「Kanji」 - Rōmaji                                                                     | In onda        | In onda |
| Nº   | Titolo italiano Giapponese 「Kanji」 - Rōmaji                                                                     | Giapponese     |         |
| 1    | La società della città sigillata 「魔封街結社」 - Mafū-gai kessha                                                 | 4 aprile 2015  |         |
| 2    | Catturate il ghost wagon fantasma 「幻のゴーストワゴンを追え！！」 - Maboroshi no gōsuto wagon o oe!!             | 11 aprile 2015 |         |
| 3    | Il gioco dei due mondi 「世界と世界のゲーム」 - Sekai to sekai no gēmu                                            | 18 aprile 2015 |         |
| 4    | Blood Line Fever 「BLOOD LINE FEVER」                                                                             | 25 aprile 2015 |         |
| 5    | Il terremoto del martello di sangue 「震撃の血槌」 - Shingeki no buraddo hanmā                                    | 2 maggio 2015  |         |
| 6    | Don't forget to don't forget me 「Don't forget to don't forget me」                                               | 9 maggio 2015  |         |
| 7    | L'Eden dei lottatori 「拳客のエデン」 - Ken kyaku no Eden                                                         | 16 maggio 2015 |         |
| 8    | Il giorno più lungo di Z (parte prima) 「Zの一番長い日 前編」 - Z no ichiban nagai hi zenpen                      | 23 maggio 2015 |         |
| 9    | Il giorno più lungo di Z (parte seconda) 「Zの一番長い日 後編」 - Z no ichiban nagai hi kōhen                     | 30 maggio 2015 |         |
| 10   | Run! Lunch!! Run!!! / to the end 「ラン!ランチ!!ラン!!!／to the end.」 - Ran! Ranchi!! Ran!!! / to the end.       | 6 giugno 2015  |         |
| 10.5 | Anche questi sono i giorni peggiori e migliori 「それさえも最低で最高な日々」 - Soresaemo saitei de saikō na hibi | 13 giugno 2015 |         |
| 11   | Paint It Black 「Paint It Black」                                                                                 | 20 giugno 2015 |         |
| 12   | Hello, World! 「Hello,world!」                                                                                    | 3 ottobre 2015 |         |
| OAV  | 「王様のレストランの王様」 - Ō-sama no resutoran no ō-sama – "Il re del ristorante dei re"                        | 3 giugno 2016  |         |

Seconda stagione
| Nº  | Titolo italiano Giapponese 「Kanji」 - Rōmaji                                                            | In onda          | In onda |
| Nº  | Titolo italiano Giapponese 「Kanji」 - Rōmaji                                                            | Giapponese       |         |
| 1   | Lights, Camera, Action! 「ライツ、カメラ、アクション！」 - Raitsu, Kamera, Akushon!                      | 7 ottobre 2017   |         |
| 2   | L'ospedale fantasma rises 「幻界病棟ライゼズ」 - Maboroshi kai byōtō raizezu                             | 14 ottobre 2017  |         |
| 3   | Day In Day Out 「Day In Day Out」                                                                        | 21 ottobre 2017  |         |
| 4   | La grande strategia dei licantropi 「人狼大作戦」 - Jinrou dai sakusen                                   | 28 ottobre 2017  |         |
| 5   | Il blitzkrieg di un certo maggiordomo 「とある執事の電撃作戦」 - Toaru shitsuji no dengeki sakusen       | 4 novembre 2017  |         |
| 6   | Get the Rock Out!! 「ゲット・ザ・ロックアウト！！」 - Getto za rokkuauto!!                               | 11 novembre 2017 |         |
| 7   | Il blues della respirazione branchiale 「鰓呼吸ブルース」 - Era kokyū burūsu                             | 18 novembre 2017 |         |
| 8   | Viaggio megallucinante (Parte prima) 「マクロの決死圏 前編」 - Makuro no kesshi ken zenpen               | 25 novembre 2017 |         |
| 9   | Viaggio megallucinante (Parte seconda) 「マクロの決死圏 後編」 - Makuro no kesshi ken kōhen              | 2 dicembre 2017  |         |
| 10  | Bratatat Mom 「Bratatat Mom」                                                                            | 9 dicembre 2017  |         |
| 11  | La visione illusoria degli occhi spettrali (Parte prima) 「妖眼幻視行 前編」 - Yougan genshikou zenpen   | 16 dicembre 2017 |         |
| 12  | La visione illusoria degli occhi spettrali (Parte seconda) 「妖眼幻視行 後編」 - Yougan genshikou kouhen | 23 dicembre 2017 |         |
| OAV | 「血界戦線 & BEYOND OVA」 - Kekkai sensen & beyond OVA                                                   | 4 luglio 2018    |         |

#### Pubblicazioni
Gli episodi di Blood Blockade Battlefront sono stati raccolti in sei volumi BD/DVD, distribuiti in Giappone per il mercato home video dal 17 giugno al 18 novembre 2015.
| Volume | Episodi | Data di pubblicazione |
| ------ | ------- | --------------------- |
| 1      | 1–2     | 17 giugno 2015        |
| 2      | 3–4     | 15 luglio 2015        |
| 3      | 5–6     | 19 agosto 2015        |
| 4      | 7–8     | 16 settembre 2015     |
| 5      | 9–10    | 14 ottobre 2015       |
| 6      | 11–12   | 18 novembre 2015      |

Gli episodi di Kekkai sensen & beyond sono stati raccolti in sei volumi BD/DVD, distribuiti in Giappone per il mercato home video dal 13 dicembre 2017 al 23 maggio 2018.
| Volume | Episodi | Data di pubblicazione |
| ------ | ------- | --------------------- |
| 1      | 1–2     | 13 dicembre 2017      |
| 2      | 3–4     | 17 gennaio 2018       |
| 3      | 5–6     | 14 febbraio 2018      |
| 4      | 7–8     | 14 marzo 2018         |
| 5      | 9–10    | 18 aprile 2018        |
| 6      | 11–12   | 23 maggio 2018        |